# 權韓眞
權 韓眞（クォン・ハンジン、Kwon Han-jin、권한진、1988年5月19日 - ） は、韓国出身のサッカー選手。ポジションはディフェンダー。

## 経歴
慶熙大学校卒業後、日本の柏レイソルに加入する。
柏レイソルではわずか4試合の出場に留まり、2013年2月から7月は湘南ベルマーレに期限付き移籍した。
2013年7月からはザスパクサツ群馬に期限付き移籍。2014年には完全移籍となった。群馬ではチームのセンターバックの柱としてプレーした。
2015年シーズンよりロアッソ熊本へ完全移籍すると、センターバックの柱としてプレーし5得点を挙げた。12月24日、済州ユナイテッドFCへの完全移籍が済州ユナイテッドFCの公式サイトにて発表された。済州では2017年シーズンにアジアチャンピオンズリーグ出場を果たし、決勝トーナメント1回戦浦和レッズ戦の敗戦後に浦和レッズのDF槙野智章を襲撃し、止めに入った浦和スタッフに飛び膝蹴りを食らわせるなどの行為を繰り広げたため試合終了後にも関わらず、レッドカードを提示された。 この件についてアジアサッカー連盟は2試合の出場停止と1000米ドルの罰金という懲戒を科した。 本人は「槙野の挑発行為があり、槙野から事情を聞こうとしたために追い回した」などと主張している。

## 所属クラブ
ユース経歴
- 2004年 - 2006年  馬山工業高等学校
- 2007年 - 2010年  慶熙大学校

プロ経歴
- 2011年8月 - 2013年  柏レイソル
  - 2013年 - 同年7月  湘南ベルマーレ (期限付き移籍)
  - 2013年7月 - 同年12月  ザスパクサツ群馬 (期限付き移籍)
- 2014年[4]  ザスパクサツ群馬
- 2015年   ロアッソ熊本
- 2016年 -  済州ユナイテッドFC

## 個人成績
| 国内大会個人成績 | 国内大会個人成績 | 国内大会個人成績 | 国内大会個人成績 | 国内大会個人成績 | 国内大会個人成績 | 国内大会個人成績 | 国内大会個人成績 | 国内大会個人成績 | 国内大会個人成績 | 国内大会個人成績 | 国内大会個人成績 |
| 年度             | クラブ           | 背番号           | リーグ           | リーグ戦         | リーグ戦         | リーグ杯         | リーグ杯         | オープン杯       | オープン杯       | 期間通算         | 期間通算         |
| 年度             | クラブ           | 背番号           | リーグ           | 出場             | 得点             | 出場             | 得点             | 出場             | 得点             | 出場             | 得点             |
| 日本             | 日本             | 日本             | 日本             | リーグ戦         | リーグ戦         | リーグ杯         | リーグ杯         | 天皇杯           | 天皇杯           | 期間通算         | 期間通算         |
| ---------------- | ---------------- | ---------------- | ---------------- | ---------------- | ---------------- | ---------------- | ---------------- | ---------------- | ---------------- | ---------------- | ---------------- |
| 2011             | 柏               | 14               | J1               | 0                | 0                | -                | -                | 0                | 0                | 0                | 0                |
| 2012             | 柏               | 14               | J1               | 4                | 1                | 0                | 0                | 0                | 0                | 4                | 1                |
| 2013             | 湘南             | 32               | J1               | 4                | 0                | 5                | 0                | -                | -                | 9                | 0                |
| 2013             | 群馬             | 32               | J2               | 16               | 1                | -                | -                | 0                | 0                | 16               | 1                |
| 2014             | 群馬             | 32               | J2               | 39               | 0                | -                | -                | 3                | 0                | 42               | 0                |
| 2015             | 熊本             | 32               | J2               | 41               | 5                | -                | -                | 2                | 0                | 43               | 5                |
| 通算             | 日本             | 日本             | J1               | 8                | 1                | 5                | 0                | 0                | 0                | 13               | 1                |
| 通算             | 日本             | 日本             | J2               | 96               | 6                | -                | -                | 5                | 0                | 101              | 6                |
| 総通算           | 総通算           | 総通算           | 総通算           | 104              | 7                | 5                | 0                | 5                | 0                | 114              | 8                |

| 国際大会個人成績 | 国際大会個人成績 | 国際大会個人成績 | 国際大会個人成績 | 国際大会個人成績 |
| 年度             | クラブ           | 背番号           | 出場             | 得点             |
| AFC              | AFC              | AFC              | ACL              | ACL              |
| ---------------- | ---------------- | ---------------- | ---------------- | ---------------- |
| 2012             | 柏               | 14               | 0                | 0                |
| 通算             | AFC              | AFC              | 0                | 0                |

- Jリーグ初出場 - 2012年6月23日 J1 第15節 対 鹿島アントラーズ戦 (日立柏サッカー場)
- Jリーグ初得点 - 2012年10月20日 J1 第29節 対 サンフレッチェ広島戦 (広島ビッグアーチ)

## 代表歴
- 2011年 全韓国大学選抜